# Bojan Tomašević
Bojan Tomašević (in montenegrino Бојан Томашевић; Nikšić, 20 giugno 2001) è un cestista montenegrino.

## Palmarès

### Individuale
- Quintetto ideale della Juniorska ABA Liga: 1

Stella Rossa: 2018-19